# Мартинсајд F.1
Мартинсајд F.1 (енгл. Martinsyde F.1) је британски двоседи ловачки авион. Први лет авиона је извршен 1917. године. 

Највећа брзина авиона при хоризонталном лету је износила 175 km/h.
Распон крила авиона је био 13,5 метара, а дужина трупа 8,86 метара. Празан авион је имао масу од 997 килограма. Нормална полетна маса износила је око 1479 килограма. Био је наоружан са једним митраљезом калибра 7,7 милиметара Луис.

## Наоружање
| Наоружање авиона: Мартинсајд   |     |
| Ватрено (стрељачко) наоружање  |     |
| Топ                            |     |
| Митраљез                       |     |
| Број и ознака митраљеза        | 1   |
| Калибар                        | 7,7 |
| Бомбардерско наоружање (бомбе) |     |
| Ракетно наоружање (ракете)     |     |